# Pontalina (kommun)
Pontalina är en kommun i Brasilien.   Den ligger i delstaten Goiás, i den sydöstra delen av landet, 260 km sydväst om huvudstaden Brasília. Antalet invånare är 17 112.
Följande samhällen finns i Pontalina:
- Pontalina

Omgivningarna runt Pontalina är en mosaik av jordbruksmark och naturlig växtlighet. Runt Pontalina är det glesbefolkat, med 11 invånare per kvadratkilometer.